# Plaque d'immatriculation libyenne
 (février 2025).
Si vous disposez d'ouvrages ou d'articles de référence ou si vous connaissez des sites web de qualité traitant du thème abordé ici, merci de compléter l'article en donnant les références utiles à sa vérifiabilité et en les liant à la section « Notes et références ».
 (février 2025).

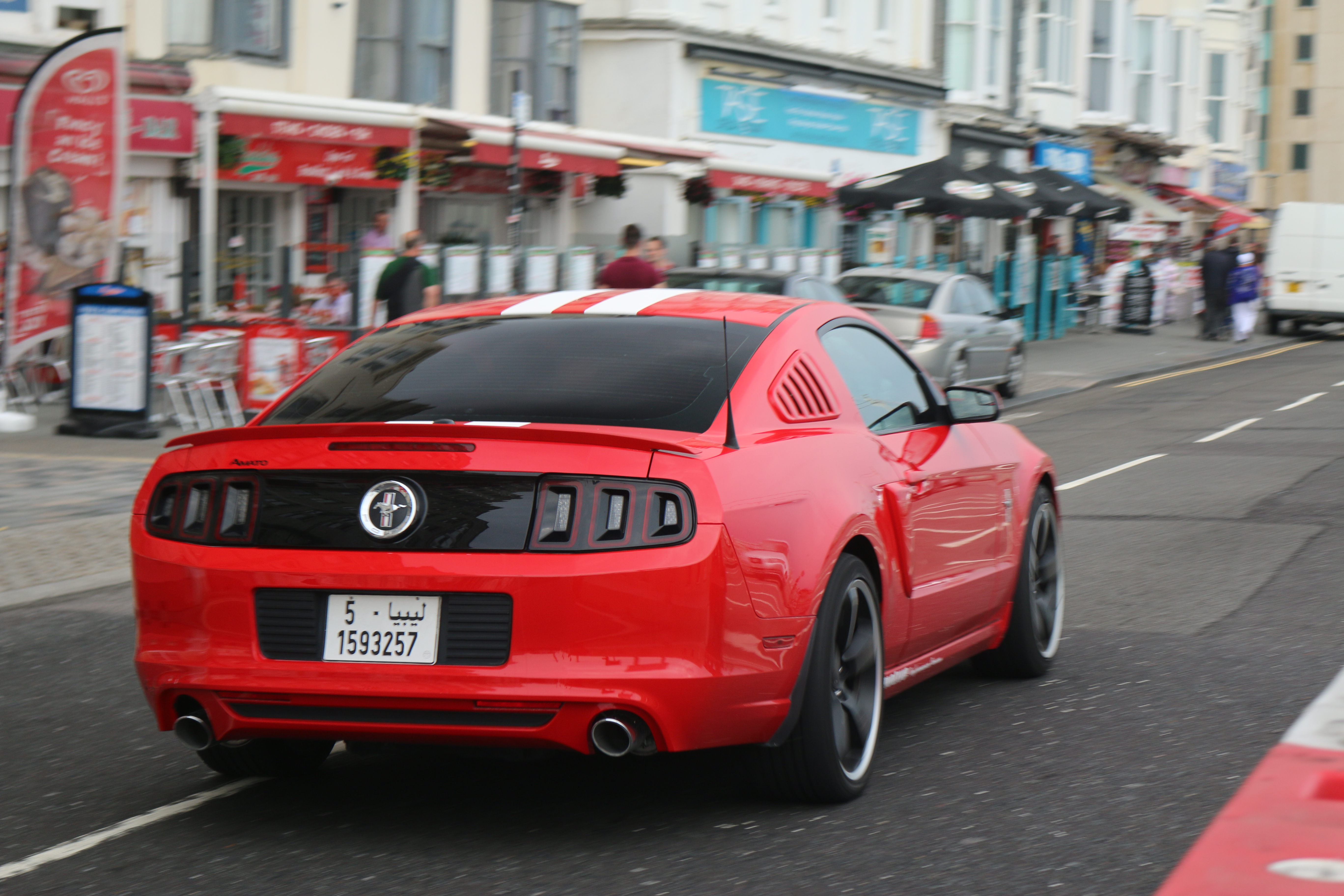
Ford Mustang (S197 Facelift) de Tripoli, Libye, roulant le long du front de mer de Brighton, Royaume-Uni.

La Libye oblige ses résidents à immatriculer leurs véhicules à moteur et à afficher leurs plaques d'immatriculation. Les plaques actuelles sont aux normes européennes (520 mm × 110 mm).